# Галкин, Николай Владимирович (скрипач)
Николай Владимирович Галкин (1856—1906) — русский скрипач и дирижёр, преподаватель Санкт-Петербургской консерватории.

## Биография
Родился 6 (18) декабря 1856 года в Санкт-Петербурге. Среднее образование получал в Петропавловском училище, а первоначальное музыкальное образование (до 1868 года) — у Каминского.[уточнить] В 1872 году окончил Санкт-Петербургскую консерваторию по классу скрипки у Л. Ауэра (большая серебряная медаль). Продолжал заниматься у Ауэра до начала 1880-х годов. Совершенствовал мастерство в Берлине у Й. Иоахима (1875), в Париже у Э. Соре и некоторое время — в Брюсселе, у Г. Венявского. В 1879—1881 годах обучался в консерватории по классу теории музыки.
В 1874 году стал артистом оркестра Павловского музыкального вокзала, в 1875 году — концертмейстер оркестра Б. Бильзе в Берлине. С 1877 года в Мариинском театре: артист-скрипач Императорских театров (до 1879), дирижер-репетитор балетного оркестра (до 1881), скрипач балетного оркестра (в 1881—1894?). Выступал в концертах как солист, в 1880—1884 годах играл в струнном квартете Санкт-Петербургского отделения Русского музыкального общества (альтист), в 1880—1883 годах исполнял партию 1-й скрипки в Русском квартете (2-я скрипка — Н. В. Дегтярев, альт — А. Д. Резвецов, виолончель — А. В. Кузнецов), сыгравшего премьеры 1-го и 2-го квартетов А. П. Бородина. 
С 1892 по 1903 годы он был главным дирижёром летних симфонических концертов Павловского вокзала; с 1895 года был также дирижёром симфонического оркестра Александринского театра.
В 1880 году начал преподавать в Санкт-Петербургской консерватории; с 1888 года был профессором 2-й степени, с 1903 года — профессор 1-й степени. Преподавал игру на скрипке, дирижирование, квартет, вёл оркестровый и дирижёрский классы. Также он руководил ученическим оркестром консерватории. Среди учеников: Л. М. Пульвер, В. Н. Римский-Корсаков.
Был награждён орденами Св. Станислава 3-й степени (1892), Св. Анны 3-й степени (1895), Св. Станислава 2-й степени (1898), Св. Анны 2-й степени (1902), золотой медалью «За усердие» на Станиславской ленте (1886), серебряной медалью «В память царствования Императора Александра III».
Умер 8 (21) мая 1906 года и был похоронен на Благовещенском кладбище в Старой Деревне.
Н. В. Галкин — автор пьес и транскрипций сочинений К. Ф. Э. Баха, Ф. Шопена, Р. Шумана для скрипки и фортепиано, романсов на слова Г. Гейне, М. Ю. Лермонтова, Н. А. Некрасова, И. В. Омулевского, Я. П. Полонского, К. Р., выходивших в издательствах «В. Бессель», «Ю. Г. Циммерман», «G. Schirmer», «R. u. W. Lienau» и других.
Проводил еженедельные вечера русской музыки, пропагандируя творчество композиторов Новой русской школы (многие их произведения впервые были исполнены под его управлением).
А. К. Глазунов посвятил ему концертный вальс № 2 (op. 51).